# グラツィアーノ・ロッシ
グラツィアーノ・ロッシ (Graziano Rossi, 1954年3月14日 - ) は、イタリア・ペーザロ出身の元モーターサイクル・ロードレーサー。ロードレース世界チャンピオンであるバレンティーノ・ロッシの父。

## 経歴
1970年代から1980年代にかけて活躍し、同世代のイタリア人ライダーとしてはバージニオ・フェラーリ、マルコ・ルッキネリ、フランコ・ウンチーニらが挙げられる。
ロードレース世界選手権には1978年に500 ccクラスでデビュー。翌1979年にはモルビデリのワークスライダーとして250 ccクラスを戦う。この年がグラツィアーノのベストシーズンとなり、オパティヤ（ユーゴスラビアGP）、アッセン（オランダGP）、カールスクーガ（スウェーデンGP）とシーズン3勝を果たし、コーク・バリントン、グレッグ・ハンスフォードのカワサキ勢に次ぐシリーズ3位に入る。またこの年には息子のバレンティーノが誕生した。
1980年には再び500 ccクラスに戻り、ルッキネリと共にロベルト・ガリーナの「チーム・ガリーナ」でスズキ・RG500を駆ることになった。2度表彰台に立ちシリーズ5位に入るが、翌シーズンは同チームに残留することは出来なかった。ガリーナとの確執があったとも言われている。その後は1982年まで500 ccクラス参戦を続けたが、結果を残すことは出来なかった。
また1982年にはヤマハを駆ってイモラで行われた200マイル耐久レース(200 miglia)に参戦するが、激しく転倒し、一時心肺停止状態に陥る。しかしクリニカ・モバイルの尽力により一命を取り留めた。怪我から回復した後は2輪レースから引退し、ラリーへ転向した。
2007年にはロッシ親子が共演するヤマハのCMが日本で放映された。

## ロードレース世界選手権 戦績
| シーズン | クラス | バイク     | 出走 | 優勝 | 表彰台 | PP | ポイント | 順位 |
| -------- | ------ | ---------- | ---- | ---- | ------ | -- | -------- | ---- |
| 1978年   | 500 cc | スズキ     | 2    | 0    | 0      | 0  | 7        | 16位 |
| 1979年   | 250 cc | モルビデリ | 5    | 3    | 5      | 0  | 67       | 3位  |
| 1979年   | 500 cc | モルビデリ | 2    | 0    | 0      | 0  | 2        | 31位 |
| 1980年   | 500 cc | スズキ     | 7    | 0    | 2      | 1  | 38       | 5位  |
| 1981年   | 500 cc | スズキ     | 2    | 0    | 0      | 0  | 0        | -    |
| 1982年   | 500 cc | スズキ     | 4    | 0    | 0      | 0  | 0        | -    |
| 合計     |        |            | 22   | 3    | 7      | 1  | 114      |      |